# Poire d'angoisse

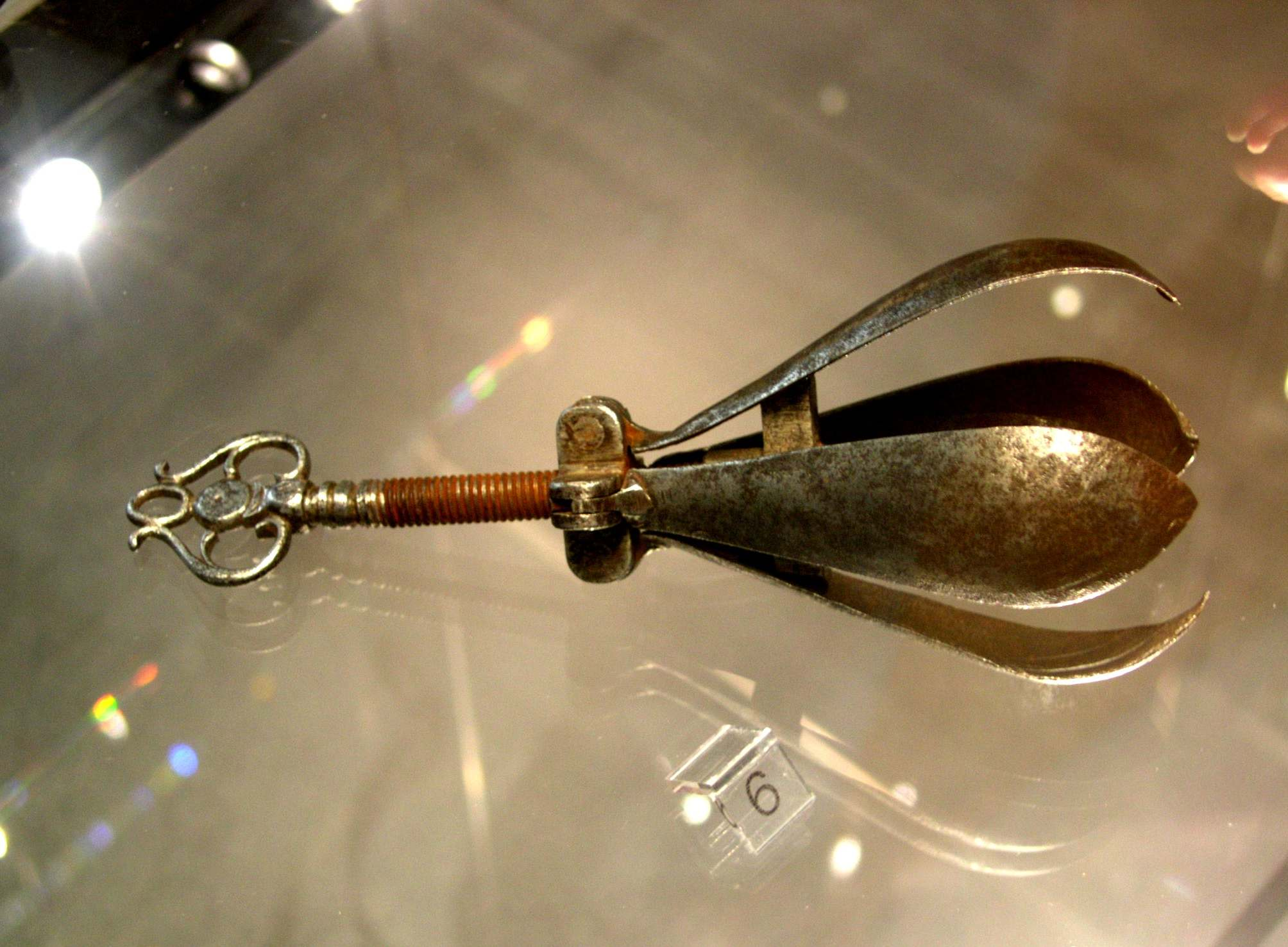
Une poire d'angoisse datant des années 1600.

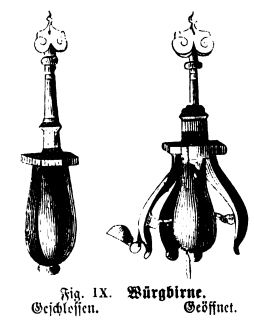
Une poire d'angoisse, illustrant les positions fermée et ouverte.

La poire d'angoisse est un faux instrument de torture.
Il s'agirait d'une sorte de petite boule qui, par des ressorts ou une vis situés à l'intérieur, venait à s'ouvrir et à s'élargir, de sorte qu'il n'y avait aucun moyen de la refermer sauf à l'aide d'une clé. Elle était prétendument placée dans la bouche des victimes.

## Historique
Elle aurait été inventée au XVIe siècle par un voleur nommé Palioli avec la complicité d'un serrurier parisien.
Selon l'historien Chris Bishop, les rares poires d'angoisses existantes, qui ne peuvent exister avant le XVIe siècle, auraient en réalité pu être des instruments chirurgicaux, voire des extenseurs pour chaussures. Les ressorts des « poires » n'auraient pas la puissance nécessaire pour forcer un orifice humain, voire ne peuvent pas s'ouvrir du tout en cas d'insertion.

## Dans la culture

### Télévision
La poire d'angoisse a servi d'arme du crime dans l'épisode Le Chevalier noir de la série Bones.
Il y est aussi fait référence dans l'épisode En quête d'identité (saison 3, épisode 7) d’Esprits criminels.
Elle est aussi utilisée dans Borgia (saison 2 - épisode 2) sous le nom de « poire du pape », ainsi que dans The Borgias (saison 2 - épisode 1), bien que cela constitue une incohérence chronologique, l'instrument n'existant pas à cette époque.
Elle est utilisée par un chasseur de sorcière dans l'épisode 10 de la saison 1 de la série Salem.
Elle apparaît aussi dans la série Kaamelott d'Alexandre Astier où Venec, le marchand d'armes, tente de vendre des instruments de torture au roi.

### Cinéma
Dans Benedetta (2021) de Paul Verhoeven, une (fausse) poire est employée comme instrument de torture par l'Inquisition pour faire avouer sœur Bartolomea son saphisme : de fait, la poire possède la forme d'un sexe masculin et n'est pas introduite en bouche comme habituellement. Bartolomea se voit ainsi « inondée » (par un seau d'eau) avant que d'être « pénétrée » par la poire.

### Littérature
Dans le roman Vingt Ans après (1845) d'Alexandre Dumas, elle est livrée dans un pâté au duc de Beaufort pour s'enfuir du donjon de Vincennes.
Dans le roman Délivrez-nous du mal de Romain Sardou, qui se déroule en 1288, elle est utilisée pour torturer l’intellectuel Bénédict Gui.
Dans la nouvelle Le Roi de Minuit (de Jean Ray), Harry Dickson est bâillonné par cet instrument :

« [Harry Dickson] voulut crier, mais aussitôt, il sentit une douleur affreuse lui vriller la gorge : quelque chose se gonflait dans sa bouche dès qu'il essayait d'émettre un son. C'était une ingénieuse poire d'angoisse qui lui permettait de respirer, mais non de crier ou de parler. »

Dans le manga juujika no rokunin de Shiryu Nakatake dans le chapitre 17 pour accomplir sa vengeance sur son ancien harceleur.
Dans le roman En direct de la Morgue de Michel Sapanet dans le premier chapitre lors de la description d’une scène de crime.
Dans le manga seinen Du Mouvement de la Terre, la poire d'angoisse est utilisée par l'Inquisition comme moyen de torture des hérétiques étudiant l'héliocentrisme.

### Musique
Pear of anquish est le titre d'une chanson de l'album Requiem (2008) de John 5.

### Jeu vidéo
Dans Assassin's Creed IV Black Flag (2013), James Kidd y fait référence quand Edward Kenway et lui vont dans le bureau caché de Ducasse.

## Revue
La Poire d'angoisse (LPDA) était une revue de « bondage linguistique et graphique » paraissant tous les lundis à midi de 1984 à 1987, soit quelque 130 numéros, sans compter les suppléments.